# Molnári
Molnári község (horvátul: Mlinarci, korábban Mlinarce) Zala vármegyében, a Letenyei járásban. A településen polgárőrség működik.

## Fekvése
Határmenti, horvát kisebbséggel is rendelkező település Zala vármegyében. Nagykanizsától délnyugatra 16 kilométerre, Letenyétől pedig délkeletre 10 kilométerre található, mintegy 500 méterre a Mura folyótól, amely itt határfolyó Magyarország és Horvátország között.
A településen kelet-nyugati irányban a Murakeresztúr-Letenye közti 6835-ös út halad végig, amelybe Kiskanizsa-Szepetnek felől itt torkollik bele a 6834-es út. A két út egy aránylag nagy kiterjedésű delta csomópontban találkozik egymással – a delta útjai által közrefogott területbe belefér a község két templomának, néhány üzletének ingatlana és egy kis emlékpark is –; a delta délkeleti ága ezért önállóan számozódik, 68 801-es útszámmal.

## Története
A községet először Molnáry alakban egy 1321-re keletkezett hamis oklevélben említik, mint a kanizsai vár tartozékát, amelyben több nemesnek volt birtoka. 1778-ban – és később is sokszor – Mlinarcénak nevezik, a helybeliek közül többen ma is így mondják. Története szorosan és sok szállal kötődik Tótszerdahelyhez és a török időkben elpusztult Szentmihályhoz. A 15-16. században legfőbb birtokosai a Szentmihályi, a Zele, – nekik kúriájuk is állt itt – a Billey, a Chernel és a Hásságyi család voltak. Sokszor szerepel az oklevelekben hatalmaskodások és birtokperek tárgyaként. Népes falu lehetett, hisz az egyik nagy forgalmú murai rév mellett feküdt. 1542-ben Zele Jakabnak 10, a két Hásságyi fivérnek (ill. egyikük özvegyének) együtt 5, két más nemesnek 1-1, a helyi plébánosnak ugyancsak 1 portáját adóztatták.
Ez utóbbi oklevél szerint plébániája is volt Molnárinak, de késői szervezésű lehetett, mert a Holub által felhasznált pápai tized jegyzékben nem szerepel. Az 1548. évi dikális összeíráskor mindössze 13 puszta, 26 szegény, 1 felégetett és 9 új házat vettek lajstromba itt, Szerdahelyen, valamint Szentmihályon. Az elmenekült lakosok egy része azonban hamarosan visszatért és a felperzselt viskókat újjáépítette. 1564-ben ismét népes település.
Szigetvár 1566. évi eleste után a török újra végigrabolta a vidéket. Ennek szomorú következménye, hogy az 1569. évi úrbéri összeírás idején már ismét csak 4 negyed telkes jobbágy lakta e falut. Az ismétlődő török támadások hatására a következő évtizedben a környék csaknem teljesen elnéptelenedett. Ekkortájt építették ki a török ellen – Kanizsától nyugatra – a végvárak láncolatát, melynek egyike épp Molnáriban volt, a falu fölé magasodó Vármelléki (Gradisče) dűlőben. A harcokról és Zrínyi Miklósról még ma is több monda él a nép ajkán. Úgy tudják, hogy amikor az ostromra készülő törökök a Táboriscse réten gyülekeztek, Zrínyi kitört a várból és a közeli tóba szorította őket.
A néphit szerint Zrínyi tulajdona volt a vízimalom is, mely a Zrínyi-mezőben (Sztiszka) állt. 1598-ban ismét összeírtak 23 házat, de csakhamar felégették őket a Kanizsa bevételére (1600) gyülekező törökök. A hódoltság idején Molnári többnyire lakatlan maradt. Csak 1710 körül kezdett újra benépesedni főleg muraközi, illetve Murán túli horvátokkal, de csak néhány család telepedett le tartósan. 1715-ben például mindössze 4 jobbágy és 1 zsellér lakta. A jobbágyok már 1728-ban is feltűnően apró telkeken gazdálkodtak. A hét zsellér mindegyike fél holdnyi irtás földet művelt. Bár a migráció erős volt, a 18. század derekától a falu gyorsan benépesedett. 1770-ben már 50 család lakta, melyek közül 6 a Horvát, 4 a Vuk, 3-3 a Ferencsák, a Kobra, illetve a Dobos nevet viselte. A földesúr a török kiűzése után többször változott, de szinte mindig ugyanaz volt mint Tótszerdahelyen; 1720-ban Mercy generális, 1728-ban Festetics Kristóf, nem sokkal később Zajgár György, majd ismét a Festetics család. Zajgár földesúrasága alatt a jobbágyok fellázadtak a mértéktelen kizsákmányolás, főleg a növekvő robot és a kisajátítások ellen.
A század közepén Molnári a Festetich családtól – valószínűleg zálogjogon – gróf Fekete György birtokába került, (ő is szinte az elviselhetetlenségig fokozta a robotot) később meg is vásárolta és még 1815-ben is birtokolta.
Egyik forrásunk szerint 1790 körül a Csuzy család lett birtokos, a 19. század elején pedig részbirtokos már a Halasy család is. A falu egyetlen szőlőhegye a Sándor-hegy már a 18. századtól az Inkeyeké volt. Molnári 1836 – 1837. évi utolsó fennmaradt dikálisában 50 adózó szerepel, közülük 9 házas, 3 pedig házatlan zsellér volt. A jobbágyok átlag 2-2 hold I-II-III. osztályú szántó és 2+2 vagy 2+1 hold I. illetve II. osztályú rétet műveltek. Szőlőjük nem volt. 33 fejőstehenet, 55 hámoslovat és 52 sertést írtak össze. Valamennyien III. osztályú házban laktak. 1847 végén 17 jobbágy és 7 zsellér telket írtak össze a faluban. A határ rendezése megtörtént, de a legelő elkülönítés nem.
1848 tavaszán a parasztok Zala vármegyében is a jobbágyfelszabadítás továbbfejlesztésére törekedtek. Simonffy Emil a Molnáriak megmozdulásáról ezt írja: „Molnáriban a földesúr április 9-én korábbi évek szokása szerint árverés útján kívánt bérbe adni 1 nagyobb tábla szántóföldet. A falusiak azonban… a földesúri tiszttartó előtt kijelentették: A kérdéses szántóföldet a Molnári erdőből irtották ki évekkel ezelőtt, ehhez nekik van joguk, azt bérbe adni nem engedik hanem közösen fogják használni. Amikor pedig egy szomszéd helységbeli nemes 3 holdat ki akart venni haszonbérbe, a Molnári lakosok megtámadták, megverték, majd a községházára bekísérték és kalodába zárták"
A hagyomány szerint a Sziszek nevű bereknél kelt át a Murán Jelasics egyik hadosztálya, de ágyúikkal nem tudtak keresztül vergődni az ingoványon, és belefulladtak a mocsárba.
A lakosság lélekszáma 1785 – 1869-ig 342-ről 617-re emelkedett, és arányosan nőtt azon túl is. A polgárosodás az önkényuralom idején és után csak lassan indult meg. Bár a volt úrbéresek egykori földjeik szabad tulajdonosai lehettek, a kapitalista gazdagodás lehetőségével a birtokok kis terjedelme miatt csak kevesen tudtak élni.
Nagy hatással volt a község fejlődésére, hogy 1870-ben a szomszédos Murakeresztúr vasútállomást kapott. A gazdálkodók könnyebben értékesíthették termékeiket. A nincstelenség így is nagy maradt, sőt a népszaporulat miatt fokozódott. Többen kivándoroltak Amerikába, az agrárproletárrá váltak többsége pedig évről évre 6 hónapos summás munkával vagy képes aratással szerezte meg a család kenyerét.
A 20. század első évtizedeiben az ipart 2 kovács, 2 cipész, 2 kőműves, 2 ács és 3 takács képviselte, akik elegendő munka híján nehezen éltek. A környék egyetlen ipari vállalkozása az 1896-ban létesített tégla-, cement-, és tetőcserép üzem volt, mely 8 lóerős géppel és 12 munkással működött. A közellátást 2 fűszerkereskedés és a Hangya-szövetkezet szolgálta.
1954-ben létesült az óvoda, 1964-ben orvosi rendelő, lakással.
1965-ben megépült a kultúrház, 1972-ben a Murai Vízmű, mely Nagykanizsát és környékét látja el friss ivóvízzel napjainkban is.
1987-ben nagy nehézségek közepette megépült az Öregek Napközi Otthona.
1990-ben épült a templom, ugyanebben az évben állítottak emléket az I.és II. világháborúban hősi halált halt helyi áldozatoknak.
A rendszerváltozás után Molnáriban is megalakult a helyi önkormányzat, 1994-től pedig egyben Horvát Kisebbségi Önkormányzatként is működik.
A 90-es évektől napjainkig az infrastruktúra szinte teljesen kiépült.

## Közélete

### Polgármesterei
- 1990–1994: Dobos Béla (független)[5]
- 1994–1998: Dobos Béla (független)[6]
- 1998–2002: Dobos Béla (független)[7]
- 2002–2006: Vuk István (független horvát kisebbségi)[8]
- 2006–2010: Vuk István (független)[9]
- 2010–2014: Vuk István (független)[10]
- 2014–2019: Vuk István (független)[11]
- 2019–2024: Kósa János (független)[12]
- 2024– : Kósa János (független)[1]

## Népesség
A település népességének változása:
| Lakosok száma | 718  | 726  | 713  | 709  | 620  | 627  | 589  |
|               | 2013 | 2014 | 2015 | 2021 | 2022 | 2023 | 2024 |

A 2011-es népszámlálás idején a nemzetiségi megoszlás a következő volt: magyar 61,5%, horvát 37,9%, német 0,38%. A lakosok 76,8%-a római katolikusnak, 0,83% reformátusnak, 1,66% felekezeten kívülinek vallotta magát (20% nem nyilatkozott).
2022-ben a lakosság 89,5%-a vallotta magát magyarnak, 39% horvátnak, 1,1% cigánynak, 0,6% németnek, 0,3% szlováknak, 0,2% szerbnek, 1,8% egyéb, nem hazai nemzetiségűnek (10% nem nyilatkozott; a kettős identitások miatt a végösszeg nagyobb lehet 100%-nál). Vallásuk szerint 63,2% volt római katolikus, 1,5% református, 0,3% evangélikus, 2,4% egyéb keresztény, 1,6% egyéb katolikus, 2,9% felekezeten kívüli (28,1% nem válaszolt).

## Nevezetességei
- Római katolikus templom